# 도쿄 라운드
도쿄 라운드(Tokyo Round) 또는 동경 라운드는 1971년 미국이 금태환을 중지한 후 1973년 9월 동경에서 세계무역질서를 수습하기 위해 개최된 GATT 각료회담을 말한다. 동경 라운드는 협상범위를 관세뿐만 아니라 비관세장벽과 농산물까지 포함시킨 광범위한 협상이었다. 석유파동으로 인하여 보호주의 무역이 강화되자 이 협상은 난항을 거듭하게 되었으며 1979년 4월에 일부는 미결인 채 가조인하게 되었다.

## 같이 보기
- 관세 무역 일반 협정